# Valentyna Sjevtsjenko (langlaufster)
Valentyna Semenivna Sjevtsjenko (Oekraïens: Валентина Євгенівна Шевченко) (Tsjernihiv, 2 oktober 1975) is een Oekraïense langlaufster. Zij vertegenwoordigde haar vaderland op de Olympische Winterspelen 1998 in Nagano, Japan, de Olympische Winterspelen 2002 in Salt Lake City, Verenigde Staten en op de Olympische Winterspelen 2006 in Turijn, Italië.

## Carrière
Sjevtsjenko maakte in januari 1995 in Nové Město, Tsjechië haar wereldbekerdebuut. In Thunder Bay, Canada nam de Oekraïense deel aan de wereldkampioenschappen langlaufen 1995, op dit toernooi eindigde ze als vierenvijftigste op de achtervolging en als drieënzestigste op de 5 kilometer klassiek. In maart 1996 scoorde ze in Falun haar eerste wereldbekerpunten. Tijdens de wereldkampioenschappen langlaufen 1997 in Trondheim eindigde Sjevtsjenko als vijftiende op de 30 kilometer klassiek, als zesentwintigste op de achtervolging en als eenendertigste op de 15 kilometer vrije stijl. Daarnaast eindigde ze als achtendertigste op de 5 kilometer klassiek. In december 1997 finishte de Oekraïense voor de eerste maal in haar carrière in de toptien van een wereldbekerwedstrijd. Op de Olympische Winterspelen van 1998 in Nagano eindigde Sjevtsjenko als elfde op de 15 kilometer klassiek, als veertiende op de 30 kilometer vrije stijl en negentiende op de 5 kilometer klassiek. Daarnaast eindigde ze als twintigste op de achtervolging, op de 4x5 kilometer estafette eindigde ze samen met Iryna Taranenko Terelja, Olena Hajasova en Maryna Pestrjakova op de negende plaats. In Ramsau nam de Oekraïense deel aan de wereldkampioenschappen langlaufen 1999, op dit toernooi eindigde ze als zesde op de 5 kilometer klassiek. Daarnaast eindigde ze als elfde op de 30 kilometer klassiek, als twaalfde op de 15 kilometer vrije stijl en als vijftiende op de achtervolging.

### 2002-heden
Nadat ze het volledige seizoen 2000/2001 niet in actie was gekomen, keerde Sjevtsjenko in november 2001 in Kuopio terug in de wereldbeker. Tijdens de Olympische Winterspelen van 2002 in Salt Lake City eindigde de Oekraïense als vijfde op de 30 kilometer klassiek en als twaalfde op de 10 kilometer klassiek. Op de achtervolging eindigde ze als twintigste en op de 15 kilometer vrije stijl als eenentwintigste. Op de wereldkampioenschappen langlaufen 2003 in Val di Fiemme eindigde Sjevtsjenko als zesde op de 10 kilometer klassiek, als zevende op de 30 kilometer vrije stijl en als negende op de achtervolging. Op de 15 kilometer klassiek behaalde ze met een vijftiende plaats haar slechtste resultaat van het toernooi. De Oekraïense begon het seizoen 2003/2004 in Beitostølen met de eerste podiumplaats uit haar carrière, een week later boekte ze in Kuusamo haar eerste wereldbekerzege. Aan het eind van seizoen bereikte ze de derde plaats in de wereldbeker algemeen. In Oberstdorf nam Sjevtsjenko deel aan de wereldkampioenschappen langlaufen 2005, op dit toernooi eindigde ze als veertiende op zowel de 10 kilometer vrije stijl als de 15 kilometer achtervolging. Tijdens de Olympische Winterspelen van 2006 in Turijn eindigde de Oekraïense als zevende op de 30 kilometer vrije stijl, als veertiende op de achtervolging en als eenentwintigste op de 10 kilometer klassiek. Samen met Kateryna Grygorenko, Tatjana Zavalij en Vita Jakimtsjoek eindigde ze als achtste op de estafette. In de eerste Tour de Ski eindigde Sjevtsjenko achter de Finse Virpi Kuitunen en de Noorse Marit Bjørgen als derde in het eindklassement. Op de wereldkampioenschappen langlaufen 2007 in Sapporo eindigde de Oekraïense als achtste op de 10 kilometer vrije stijl, op de 30 kilometer klassieke eindigde ze als twaalfde en op de achtervolging als veertiende. Samen met Lada Nesterenko, Maryna Antsybor en Vita Jakimtsjoek eindigde ze als twaalfde op de 4x5 kilometer estafette. In januari 2008 boekte Sjevtsjenko in Canmore voor het eerst sinds december 2003 een wereldbekerzege. In Liberec nam de Oekraïense deel aan de wereldkampioenschappen langlaufen 2009, in de slotwedstrijd van het toernooi, de 30 kilometer vrije stijl, veroverde ze de bronzen medaille. Eerder eindigde ze als vijfde op zowel de 10 kilometer klassiek als de 15 kilometer achtervolging, op de estafette eindigde ze samen met Vita Jakimtsjoek, Lada Nesterenko en Maryna Antsybor op de twaalfde plaats.

## Resultaten

### Olympische Spelen
| Jaar | Plaats         | Resultaten |
| ---- | -------------- | --- |
| 1998 | Nagano         | 11e 15 km (klassieke stijl) 14e 30 km (vrije stijl) 19e 5 km (klassieke stijl) 20e 15 km achtervolging 9e 4x5 km estafette |
| 2002 | Salt Lake City | 5e 30 km (klassieke stijl) 12e 10 km (klassieke stijl) 20e 10 km achtervolging 21e 15 km (vrije stijl)                     |
| 2006 | Turijn         | 7e 30 km (vrije stijl) 14e 15 km achtervolging 21e 10 km (klassieke stijl) 8e 4x5 km estafette                             |

### Wereldkampioenschappen
| Jaar | Plaats        | Resultaten                                                                                             |
| ---- | ------------- | --- |
| 1995 | Thunder Bay   | 54e 15 km achtervolging 63e 5 km (klassieke stijl)                                                     |
| 1997 | Trondheim     | 15e 30 km (klassieke stijl) 26e 15 km achtervolging 31e 15 km (vrije stijl) 38e 5 km (klassieke stijl) |
| 1999 | Ramsau        | 6e 5 km (klassieke stijl) 11e 30 km (klassieke stijl) 12e 15 km (vrije stijl) 15e 15 km achtervolging  |
| 2003 | Val di Fiemme | 6e 10 km (klassieke stijl) 7e 30 km (vrije stijl) 9e 10 km achtervolging 20e 15 km (klassieke stijl)   |
| 2005 | Oberstdorf    | 14e 10 km (vrije stijl) 14e 15 km achtervolging DNF 30 km (klassieke stijl)                            |
| 2007 | Sapporo       | 8e 10 km (vrije stijl) 12e 30 km (klassieke stijl) 14e 15 km achtervolging                             |
| 2009 | Liberec       | 30 km (vrije stijl) · 5e 10 km (klassieke stijl) · 5e 15 km achtervolging · 12e 4x5 km estafette       |

### Wereldbeker

#### Eindklasseringen
| Seizoen   | Plaats | Punten |
| --------- | ------ | ------ |
| 1995/1996 | 66e    | 2      |
| 1996/1997 | 41e    | 48     |
| 1997/1998 | 27e    | 94     |
| 1998/1999 | 18e    | 187    |
| 1999/2000 | 17e    | 257    |
| 2001/2002 | 19e    | 254    |
| 2002/2003 | 13e    | 317    |
| 2003/2004 | Brons  | 983    |
| 2004/2005 | 19e    | 250    |
| 2005/2006 | 14e    | 376    |
| 2006/2007 | 7e     | 541    |
| 2007/2008 | 6e     | 957    |
| 2008/2009 | 15e    | 492    |

#### Wereldbekerzeges
| Datum            | Plaats  | Onderdeel               |
| ---------------- | ------- | ----------------------- |
| 28 november 2003 | Kuusamo | 10 km (klassieke stijl) |
| 13 december 2003 | Davos   | 10 km (klassieke stijl) |
| 25 januari 2008  | Canmore | 10 km (vrije stijl)     |
| 8 maart 2008     | Oslo    | 30 km (vrije stijl)     |